# Lotte Dunselman
Lotte Dunselman (Ruinen, 1979) is een Nederlandse actrice.
In 2004 studeert ze af aan de Arnhemse Toneelschool.  Ze werkt onder andere bij NTGent, Toneelschuur, Sarah Ringoet, Het Zuidelijk Toneel, Dood Paard, Noord Nederlands Toneel en tgECHO. Met laatstgenoemde maakt en speelt ze onder andere de voorstellingen Eindland, Stel je bent een koe,  Burgerlijke Schemering en De Poolse bruid. Naast haar werk als actrice is zij van 2010 tot 2020 samen met Anna Schoen artistiek leider van tgECHO.

## Prijzen
Voor de rol van Anna in De Poolse Bruid van het Noord Nederlands Toneel en tgECHO wordt zij in 2020 genomineerd voor de Theo d'Or, prijs voor de meest indrukwekkende vrouwelijke dragende rol. Voor haar rol in Volpone, door Dood Paard, ontvangt zij in 2017 de Colombina voor meest indrukwekkende vrouwelijke bijdragende rol. De solovoorstelling Zotte Zorgen wordt in 2011 genomineerd voor de VSCD Mimeprijs.

## Referentie
1. ↑  Juryrapport. Nederlands Theaterfestival (17 september 2017). Gearchiveerd op 27 september 2017. Geraadpleegd op 27 september 2017.